# Muestra Internacional de Payasas y Payasos de Xirivella
La Muestra Internacional de Payasas y Payasos de Xirivella es un festival español especializado en el arte del payaso y la payasa, con sede en Chirivella, creado en 1993. Fue declarada en 2014 como Fiesta de interés turístico provincial de la Comunidad Valenciana.

## Trayectoria
La Muestra consiste en la programación de una selección de los mejores espectáculos nacionales e internacionales de payasos, como Pepa Plana, Virginia Imaz, Pepe Viyuela o Leo Bassi. Incluye, además, actividades relacionadas con la técnica del clown: cursos, conferencias, exposiciones fotográficas, presentaciones de libros, entre otras. Desde 2005, tiene lugar el Concurso de Números Clown Los Hijos de Augusto, de ámbito nacional. En cada edición se dedica un homenaje a una personalidad relevante de la profesión, como Imaz (2022) o Amparo Mayor (2019).
Tiene una duración de dos semanas y se celebra anualmente, normalmente entre los meses de septiembre, octubre y noviembre. Está organizado por el Ayuntamiento de Chirivella junto a otras instituciones de cultura de la comunidad valenciana y el sector del comercio local. La dirección ha estado en manos de Vicente González San Francisco (San Fran) hasta 2020, cuando la asumió Elba Torres. Los espectáculos, de pago y gratuitos, son aptos para todos los públicos y se realizan en teatros como el Teatro Auditorio Municipal, patios de colegios y en las plazas y calles de la ciudad. 
Su trayectoria la ha consolidado como una cita importante dentro de los circuitos de festivales de ámbito nacional y está considerada como el evento estable más antiguo del mundo dedicado al arte del payaso.
Ha dado lugar a otros proyectos relacionados como: la creación de un centro privado de formación Escuela de Payasos Los hijos de Augusto,o la formación de la asociación cultural  Més Riure, que organiza, entre otras actividades, cursos y talleres de risoterapia.
Con motivo de su 25 aniversario, en 2018, se sumó a la programación la exposición fotográfica 25 años sin parar de reír, historia viva en imágenes, la presentación de La rialla és el camí més curt entre tu i nosaltres, un libro de edición limitada y que no estuvo a la venta, que relata la importancia y la trayectoria Muestra y del arte del clown; así como la proyección de un vídeo producido para la ocasión.

## Reconocimientos
La Muestra fue declarada en 2014 como Fiesta de interés turístico provincial de la Comunidad Valenciana. Un distintivo concedido a las fiestas relevantes desde el punto de vista turístico y que suponen una valoración de la cultura y de las tradiciones populares valencianas.

## Boicot a la 30º edición de 2023
En la 30º edición de la Muestra, que tuvo lugar en 2023, el concejal de cultura en funciones Lorenzo Monrós, representante del partido político Vox, anunció que toda la programación se realizaría en castellano como "condición innegociable" para la contratación de las compañías participantes, provocando la reacción de la oposición, a través de Compromís que denunció el hecho y lo consideró como una decisión que ponía en juego el prestigio de un evento con una trayectoria de 30 años.